# Burg Mannsberg
Die Burg Mannsberg ist eine mittelalterliche Höhenburg in Kärnten. Sie steht in 691 Metern Seehöhe auf dem südlichen Auslauf eines Bergrückens in beherrschender Lage über einem bewaldeten Tal im Gemeindegebiet von Kappel am Krappfeld. Etwa 200 Meter entfernt von der gut erhaltenen Burg befindet sich etwas tiefer gelegen die Ruine einer kleineren Burg.

## Geschichte
Die älteste urkundliche Erwähnung der Burg als loco Magnesperc stammt aus dem Zeitraum zwischen 1065 und 1075, als der Edle Adalbero sie dem Bistum Brixen unter Bischof Altwin schenkte. Der Name bedeutet so viel wie „Burg des Mangan“, eines Mannes, der urkundlich nicht nachweisbar ist.
Zwischen 1162 und 1171 saßen die Brüder Hermann und Reginher auf der Burg. Über die Herren von Schrankbaum, Ministeriale der Grafen von Ortenburg, die seit 1190 Besitzer der Burg waren, gelangte sie 1301 als Lehen des Konrad Schrankbaumer an die Kärntner Herzöge. Aus der urkundlichen Formulierung castrum maius sive superius geht hervor, dass es bereits zu dieser Zeit neben der größeren oberen Burg eine weitere, tiefer gelegene gegeben haben muss. Nach weiteren Besitzerwechseln (1322 von den erloschenen Grafen von Heunburg an die Grafen von Pfannberg) kam es nach dem Tod des letzten Pfannbergers in männlicher Linie 1362 zu einem Streit zwischen den Grafen von Görz und dem von Cilli um den Besitz von Burg Mannsberg. Herzog Albrecht sprach sie schließlich dem Grafen Johann von Cilli zu, der jedoch schon 1372 starb. Durch die Heirat seiner Witwe mit Hugo Graf von Montfort und einer Abfindung an die Cillier kam Mannsberg im Jahr darauf an das Adelsgeschlecht der Montfort.
Die Burg blieb bis zum 18. November 1591 bei den Montfort-Peggauern. An diesem Tag wurde sie von Bartholomäus Khevenhüller von Aichelberg, Freiherr auf Landskron, Wernberg und Sommeregg sowie Erbherr auf Osterwitz, erworben. Nachdem die protestantische Familie Khevenhüller sich jedoch im Zuge der Gegenreformation gezwungen sah, ihre Kärntner Güter aufzugeben, wurde Burg Mannsberg 1627 an das Gurker Domkapitel verkauft.
Seit 1874 befindet sich Burg Mannsberg in Privatbesitz. Sie befand sich zu diesem Zeitpunkt, als der Wiener Rechtsanwalt Alois Spitzer sie erwarb, teilweise in Verfall, wurde aber von diesem restauriert. Das Anwesen befindet sich auch heute noch in Privatbesitz, zuletzt wurden 1994/99 die Innenhöfe und das Innere der Burg renoviert.

## Baubeschreibung

### Burg Mannsberg

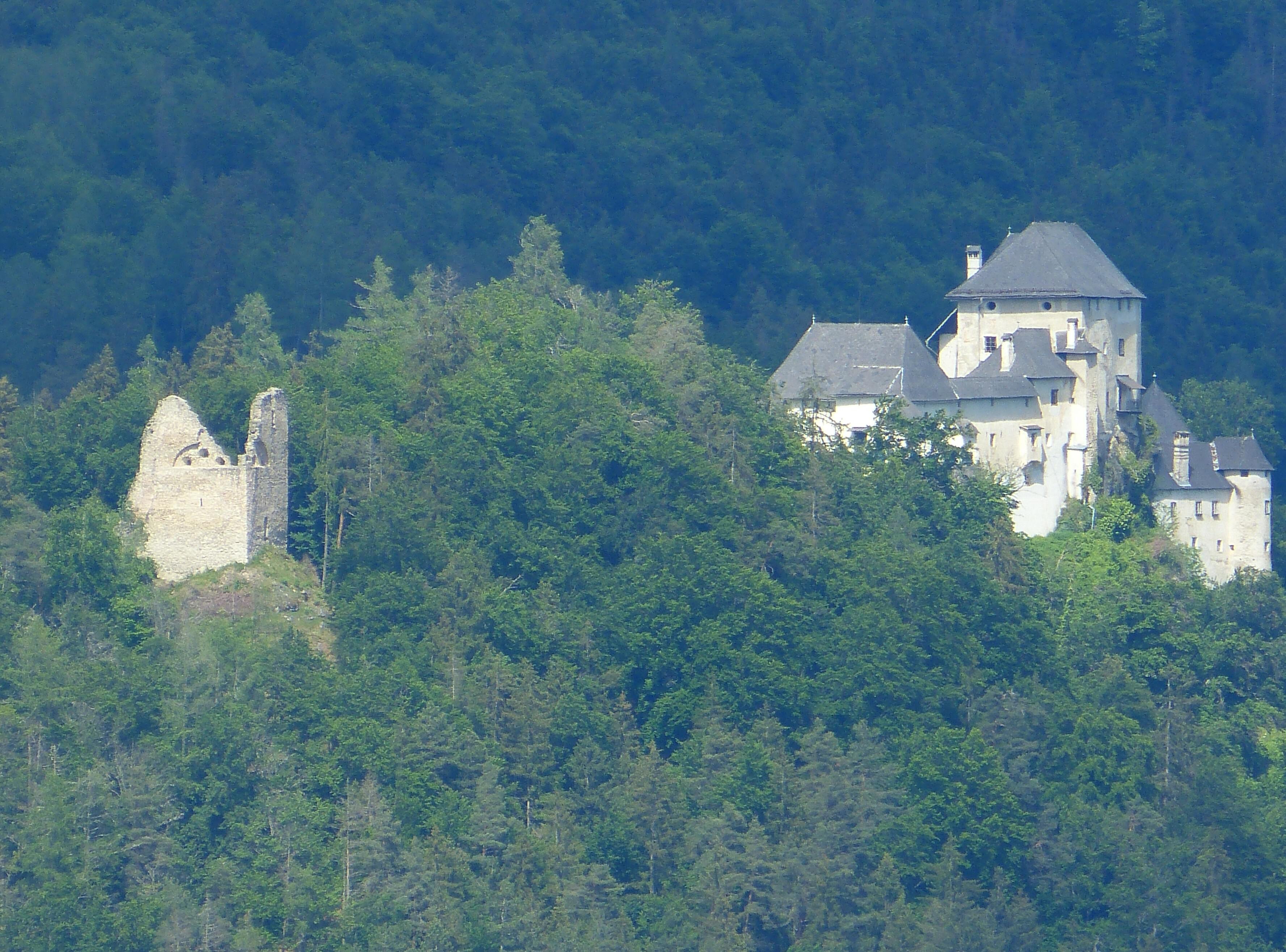
Ruine Altmannsberg und Burg Mannsberg (2015)

Trotz der häufigen Besitzerwechsel wurde die Burg seit dem 15. Jahrhundert kaum verändert. Der höchste Teil der Burganlage ist die auf polygonalem Grundriss stehende und von einer hohen Ringmauer umgebene Hauptburg mit einem viergeschoßigen, trapezförmigen Palas, der im 14. Jahrhundert errichtet wurde und im Wesentlichen aus dem Mauerwerk mittelalterlichen Festen Hauses besteht. Der unregelmäßige Westtrakt mit hofseitigen Arkaden entstand 1549. Die Hauptburg ist an drei Seiten durch eine etwas tiefer gelegene, weiträumige Vorburg mit mittelalterlichen und Renaissance-Bauteilen umgeben. Im Osten der Umfassungsmauern steht ein dreigeschoßiger Torturm, von dem aus ein Zwinger zum Palas führt. Vor diesem befindet sich ein Brunnen. Östlich des Hauptgebäudes wurde 1627 eine kleine Kaplanei (Pfarrgebäude) angebaut. Die Burgkapelle ist mit Stuckaturen aus dem Jahr 1711 verziert.
Die Räume im Inneren wurden im 16. bis 18. Jahrhundert gestaltet. Bemerkenswert sind eine spätbarocke Stuckdecke aus der Zeit um 1730 sowie die Balkendecke im dritten Geschoß, an der das Wappen der Khevenhüller-Stubenbergs angebracht ist.

### Ruine Altmannsberg
200 Meter südlich der oberen Burg auf einem Felskopf befinden sich Reste der unteren Burg, Altmannsberg, die wahrscheinlich annähernd gleichzeitig auf einem sechseckigen, unregelmäßigem Grundriss erbaut worden war. Die anfangs zweigeschoßige, 1,30 Meter dicke Ringmauer hat im Erdgeschoß nur eine schmale, rundbogige Toröffnung, weist aber zahlreiche Bogenscharten auf. Im Nordosten der Anlage sind die Reste des viergeschoßigen Festen Hauses erkennbar. In den Burghof wurde im 13. Jahrhundert ein Wohntrakt eingefügt und die Ringmauer um zwei Geschoße erhöht. Aufgrund spätmittelalterlicher Veränderungen wird angenommen, dass diese Burg noch bis ins 16. Jahrhundert bewohnbar war. Erst 1688 wird sie als „schmaler, aber hoher viereckiger Thurn, oed und verlassen“ genannt.